# 旭新科技
旭新科技股份有限公司是是由新加坡與臺灣發起的跨國科技公司。主要業務透過線上融資媒合解決中小企業融資問題。原名稱為新聯在線，2018年更名為旭新科技。